# Phalange nationale
Pour les articles homonymes, voir Phalange.

Emblème de la Phalange nationale, qui fut repris par le Parti démocrate-chrétien.

La Phalange nationale (espagnol : Falange Nacional, FN) était un parti politique chilien entre 1935 et 1957 qui, malgré son nom qui se référait à la Phalange fascisante de Primo de Rivera, était au contraire d'obédience social-chrétienne, influencée par la pensée de Jacques Maritain. Elle fut cependant, à ses débuts, partisane de l'Estado Novo de Salazar ainsi que du régime catholique autoritaire de Dollfuss en Autriche, avant d'opérer un virage à gauche en soutenant le Front populaire.
Issu d'une scission du Parti conservateur organisée par la jeunesse du parti, à laquelle participa notamment le futur président de la République, Eduardo Frei Montalva, ce groupe soutint le Front populaire, victorieux aux élections de 1938. N'entrant cependant au gouvernement qu'en 1945, au moment où la coalition gouvernementale se disloquait, il participa à la création du Parti démocrate-chrétien en 1957.

## Histoire

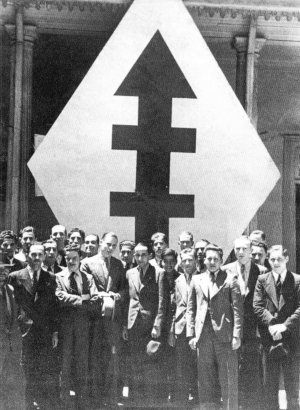
Falange Nacional, 1935 et 1957.

La sensibilité social-chrétienne émergea au Chili après la publication de l'encyclique Rerum Novarum (1891), en réaction à la fois à la misère de pans entiers de la population chilienne et à l'apparition de mouvements révolutionnaires. Après la crise de 1929, elle se cristallisa, sous la dictature de Carlos Ibáñez del Campo, dans l'organisation de jeunesse du Parti conservateur, militant en faveur de l'interventionnisme de l'État afin d'améliorer la situation des plus démunis et de favoriser la cohésion sociale.
À la fin du second gouvernement d'Arturo Alessandri, la jeunesse conservatrice s'opposa à la direction nationale du parti, appuyant pour l'élection présidentielle de 1938 la candidature de Pedro Aguirre Cerda, candidat du Front populaire, plutôt que le candidat officiel du parti conservateur, Gustavo Ross.
Ceci provoqua la scission, la Jeunesse conservatrice prenant le nom de Mouvement national de la Jeunesse conservatrice, lors d'un congrès au Théâtre principal de Santiago du Chili du 11 au 13 octobre 1935. Plusieurs députés et des secteurs libéraux de l'Église vinrent les rejoindre. Outre Eduardo Frei, Bernardo Leighton (en) (ministre en 1937 d'Arturo Alessandri) et Radomiro Tomic font partie de ce courant. En 1936, le mouvement prit le nom de Phalange nationale, utilisé pour la première fois dans son organe de presse, Lircay, le 14 novembre 1936. Il prétend alors appliquer en politique la doctrine sociale de l'Église .
Cependant, selon l'historien Olivier Compagnon:
« Le contenu idéologique de ces engagements reste cependant hésitant et éclectique, puisque l’hebdomadaire Lircay, jusqu’en 1938 au moins, continue de mêler apologie du salazarisme, éloge du chancelier autrichien Dolfuss, corporatisme militant, nationalisme exacerbé et mystique hispaniste sans que la séparation des plans temporel et spirituel ne soit affirmée : la logique reste bien celle d’un parti catholique de défense religieuse. »
Aux élections de 1941 (es), le FN rejoint d'ailleurs la coalition de droite (Alianza de Defensa de la Democracia), obtenant trois députés (dont Radomiro Tomic).
Elle opère cependant un virage à gauche, et appuie ainsi, de façon critique, le Front populaire, gagnant aux élections de 1938. Elle n'entra cependant au gouvernement de Juan Antonio Ríos qu'en 1945, Eduardo Frei Montalva devenant Ministre des Travaux publics, alors que la coalition au pouvoir se disloquait. La Phalange s'opposa alors à l'interdiction du Parti communiste, préconisée par le gouvernement de Gabriel Videla: ce soutien courageux lui valut les critiques des nombreuses forces politiques anti-communistes, mais aussi le soutien des classes moyennes et populaires.
Aux élections de 1949 (es), la Phalange s'allie avec le Parti socialiste, le Parti radical-démocrate (es) et le Parti agrarien travailliste (es) dans la coalition de la Falange Radical Agrario Socialista (es), obtenant à nouveau trois députés tandis qu'Eduardo Frei obtient son premier siège de sénateur.

## L'humanisme chrétien et la création de l'Editorial del Pacífico
Les prises de position de la Phalange se cristallisèrent dans l'humanisme chrétien et le slogan « révolution dans la liberté » (revolución en libertad). En octobre 1944, elle obtint ainsi l'autorisation gouvernementale pour fonder l'Editorial del Pacífico, une maison d'édition dont l'axe central consiste en l'adhésion aux positions humanistes de Jacques Maritain. Quatre phalangistes sont à l'initiative de ce projet: Manuel Fernández Díaz, Julio Serrano Lamas, Andrés Santa Cruz Serrano et Mario Aguirre Mac Kay, Eduardo Frei devenant vice-président du comité directeur de l'entreprise . 
L'editorial del Pacífico se donne ainsi comme objectif explicite la diffusion des idées de Maritain et celle de la doctrine sociale de l'Église, s'opposant aux courants conservateurs voire intégristes bénéficiant d'une audience non négligeable en Amérique latine, et même à Rome (les écrits de l'abbé argentin Julio Meinvielle y étant ainsi diffusés par l'intermédiaire du cardinal Caggiano). Le futur ministre Jaime Castillo Velasco y publie ainsi En defensa de Maritain en 1949.

## Création du Parti démocrate-chrétien
Eduardo Frei participe en 1947 à la création de l'Organisation démocrate-chrétienne d'Amérique (ODCA) à Montevideo, qui cherche une « troisième voie » entre capitalisme et communisme.
La Phalange fusionna en 1957 avec d'autres groupes sociaux-chrétiens pour former le Parti démocrate-chrétien (PDC), lequel adopta sa bannière, la flèche représentant la « destinée de la patrie », le rouge celui des « héros et martyrs » et les traits verticaux les obstacles à franchir.

## Résultats électoraux et noms des parlementaires de la FN
| Année de l'élection (total des députés) | Appartenance à une coalition électorale                | Nombre de députés | Noms des députés élus | Suffrages obtenus par le FN aux législatives | Pourcentage de votes du FN aux législatives | Nombre et nom des sénateurs élus |
| 1941 (147)                              | Alianza de Defensa de la Democracia (droite)           | 3                 | Radomiro Tomić, Alberto Ceardi Ferrer, Manuel Antonio Garretón Walker | 15.553                                       | 3,4                                         | 0                                |
| 1945 (147)                              | Néant                                                  | 3                 | Radomiro Tomić, Bernardo Leighton, Raúl Le Toy Le Roy | 11.565                                       | 12,6                                        | 0                                |
| 1949 (147)                              | Falange Radical Agrario Socialista (es)                | 3                 | Jorge Rogers Sotomayor, Juan de Dios Carmona Peralta (es), Tomás Reyes Vicuña (es) | 18.221                                       | 3,9                                         | 1 (Eduardo Frei Montalva)        |
| 1953 (147)                              | Concentración Nacional (Chili) (es)                    | 3                 | Juan de Dios Carmona Peralta (es), Pedro Nolasco Videla Riquelme, José Ignacio Palma (es) (Rafael Agustín Gumucio (es) fut élu lors d'une élection partielle en 1955, à la suite de la nomination comme ministre de Sergio Recabarren Valenzuela) | 22.353                                       | 2,9                                         | 0                                |
| 1957 (147)                              | Bloque de Saneamiento Democrático (es) (centre-gauche) | 15                | Pedro Nolasco Muga González, Juan de Dios Carmona Peralta (es), Renán Fuentealba Moena (es), Hugo Ballesteros Reyes (es), Rafael Agustín Gumucio (es), Humberto Pinto Díaz, José Musalem Saffie (es), Alfredo Macario Lorca Valenzuela, Tomás Reyes Vicuña (es), Pedro Nolasco Videla Riquelme, José Manuel Isla Hevia (es), Luis Eugenio Cruz Donoso, Jaime Concha Barañao, Constantino Suárez González, José Ignacio Palma (es) | 82.710                                       | 8,77                                        | 1 (Alejandro Chelén Rojas)       |
| Source: Cruz-Coke 1984                  |                                                        |                   | |                                              |                                             |                                  |

### Source originale
- (es) Cet article est partiellement ou en totalité issu de l’article de Wikipédia en espagnol intitulé « Falange Nacional » (voir la liste des auteurs).